# خالد الزيلعي
خالد الزيلعي (16 مايو 1987 - 30 سبتمبر 2022)، هو لاعب كرة قدم سعودي، لعب في مركز الوسط. لعب لنادي النصر، كما سبق له أن مثّل المنتخب السعودي.

## مشواره الكروي
سبق له اللعب مع نادي أبها السعودي قبل انتقاله إلى نادي النصر السعودي في موسم 2009 وفي موسم 2015 تم انتقاله لنادي التعاون بنظام الإعارة مع أفضلية شراء عقده.
بعد انتهاء إعارته لنادي التعاون وانتهاء عقده مع النصر وقّع مع نادي الخليج لمدة سنتين وفسخ عقده مع الخليج بعد شهر من توقيعه و وقّع بعدها مع نادي الفيصلي ولعب لهم فترة بسيطة و بعدها وقّع مع نادي الباطن وفي صيف 2017 وقّع مع نادي الرائد وعاد إلى نادي أبها في عام 2018 و وقّع مع نادي العين مطلع عام 2020.

## الحياة الشخصية
من مواليد أبها واضطر إلى اعتزال اللعب بعد إصابته بمرض نادر و خطير وهو التصلب الجانبي الضموري، وأعلن الزيلعي عن ذلك في 26 يونيو 2020.

## الإنجازات
النصر
- دوري المحترفين السعودي (2): 2013–14، 2014–15
- كأس ولي العهد السعودي (1): 2014

## وفاته
توفي خالد الزيلعي في 30 سبتمبر 2022 عن عمر يناهز 35 عاما، بعد صراع مع المرض.